# Лукьянчук, Елена Николаевна
Елена Николаевна Лукьянчук (ур. Елена Николаевна Бацевич) (род. 28 апреля 1968 года, Толочин, Витебская область) — советская и российская биатлонистка, двукратная чемпионка мира. Заслуженный мастер спорта СССР (1990).

## Биография
С 1979 года тренировалась в детском клубе «Костёр» у тренера Бориса Тихонова. С 1985 года занимается биатлоном. Неоднократная чемпионка России (1986 год), победитель и призёр Кубка мира (1989 год), Всемирной Универсиады. Двукратная чемпионка мира в командной гонке на 15 км и эстафетной гонке 3х7,5 км (1990 год).
Окончила Омский государственный институт физической культуры (кафедра теории и методики лыжного спорта, 1995 год).
С 2004 года работает в Министерстве по делам молодежи, физической культуры и спорта Омской области. С 2008 года — начальник отдела спорта (затем — управления физической культуры и спорта) Министерства по делам молодежи, физической культуры и спорта Омской области.
Заслуженный работник физической культуры Омской области.

## Статистика выступлений на чемпионатах мира по биатлону
| Год  | Место проведения | Спринт | Индивидуальная гонка | Эстафета | Командная гонка |
| ---- | ---------------- | ------ | -------------------- | -------- | --------------- |
| 1990 | Хольменколлен    | -      | 7                    |          |                 |